# 石川県中学校一覧
| 中学校総数                 | 中学校総数       | 87校・3分校      |
|                            | 国立             | 1校              |
|                            | 公立             | 81校・3分校      |
|                            | 私立             | 5校              |
| 義務教育学校総数           | 義務教育学校総数 | 3校              |
|                            | 公立             | 3校              |
| 教育委員会所在地           | 教育委員会所在地 | 〒920-8575       |
| 石川県金沢市鞍月1丁目1番地 |                  |                  |
| 公式サイト                 | 公式サイト       | 石川県教育委員会 |

石川県中学校一覧（いしかわけんちゅうがっこういちらん）は、石川県の中学校および義務教育学校（後期課程）の一覧。

## 国立中学校
- 金沢大学附属中学校

## 公立中学校・義務教育学校

### 金沢市

#### 県立
- 石川県立金沢錦丘中学校
- 石川県立あすなろ中学校

#### 市立
- 金沢市立泉中学校
- 金沢市立野田中学校
- 金沢市立城南中学校
- 金沢市立紫錦台中学校
- 金沢市立兼六中学校
- 金沢市立長町中学校
  - 金沢市立長町中学校芳斎分校（wikidata）
- 金沢市立高岡中学校
- 金沢市立長田中学校
- 金沢市立鳴和中学校
- 金沢市立北鳴中学校
- 金沢市立浅野川中学校
- 金沢市立港中学校
- 金沢市立金石中学校
- 金沢市立芝原中学校
- 金沢市立西南部中学校
- 金沢市立緑中学校
- 金沢市立大徳中学校
- 金沢市立清泉中学校
- 金沢市立額中学校
- 金沢市立高尾台中学校
- 金沢市立森本中学校
- 金沢市立内川中学校
- 金沢市立犀生中学校
- 金沢市立医王山中学校

### 七尾市
- 七尾市立七尾中学校
- 七尾市立七尾東部中学校
- 七尾市立中島中学校
- 七尾市立能登香島中学校

### 小松市
- 小松市立安宅中学校
- 小松市立板津中学校
- 小松市立国府中学校
- 小松市立松陽中学校
- 小松市立中海中学校
- 小松市立南部中学校
- 小松市立丸内中学校
- 小松市立御幸中学校
- 小松市立芦城中学校
- 小松市立松東みどり学園（義務教育学校）

### 輪島市
- 輪島市立輪島中学校
  - 輪島市立輪島中学校舳倉島分校
- 輪島市立東陽中学校
- 輪島市立門前中学校

### 珠洲市
- 珠洲市立緑丘中学校
- 珠洲市立三崎中学校
- 珠洲市立宝立小中学校（義務教育学校）
- 珠洲市立大谷小中学校（義務教育学校）

### 加賀市
- 加賀市立片山津中学校
- 加賀市立錦城中学校
- 加賀市立東和中学校
- 加賀市立橋立海青学園
- 加賀市立山代中学校
- 加賀市立山中中学校

### 羽咋市
- 羽咋市立邑知中学校
- 羽咋市立羽咋中学校

### かほく市
- かほく市立高松中学校
- かほく市立河北台中学校
- かほく市立宇ノ気中学校

### 白山市
- 白山市立松任中学校
- 白山市立北星中学校
- 白山市立光野中学校
- 白山市立笠間中学校
- 白山市立美川中学校
- 白山市立鶴来中学校
- 白山市立北辰中学校
- 白山市立鳥越中学校
- 白山市立白嶺中学校

### 能美市
- 能美市立根上中学校
- 能美市立寺井中学校
- 能美市立辰口中学校

### 野々市市
- 野々市市立野々市中学校
- 野々市市立布水中学校

### 能美郡
- 川北町立川北中学校

### 河北郡
- 津幡町立津幡中学校
- 津幡町立津幡南中学校
- 内灘町立内灘中学校
  - 内灘町立内灘中学校ハマナス分校

### 羽咋郡
- 志賀町立志賀中学校
- 志賀町立富来中学校
- 宝達志水町立宝達中学校

### 鹿島郡
- 中能登町立中能登中学校

### 鳳珠郡
- 穴水町立穴水中学校
- 能登町立柳田中学校
- 能登町立能都中学校
- 能登町立松波中学校

## 私立中学校
- 金沢龍谷高等学校中等部
- 星稜中学校
- 北陸学院中学校
- 金沢学院大学附属中学校